# Echter Quelle

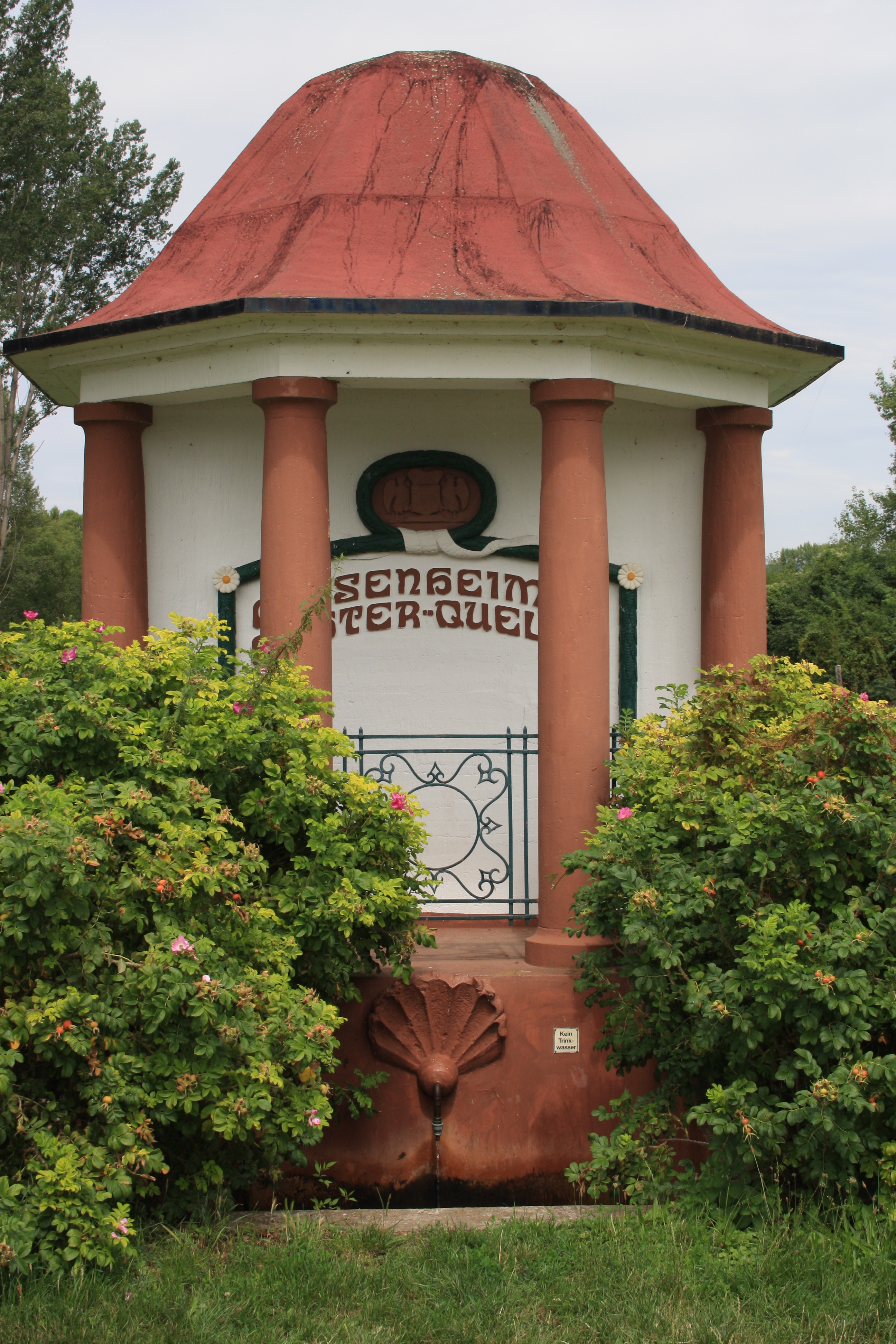
Quellpavillon der Echter Quelle

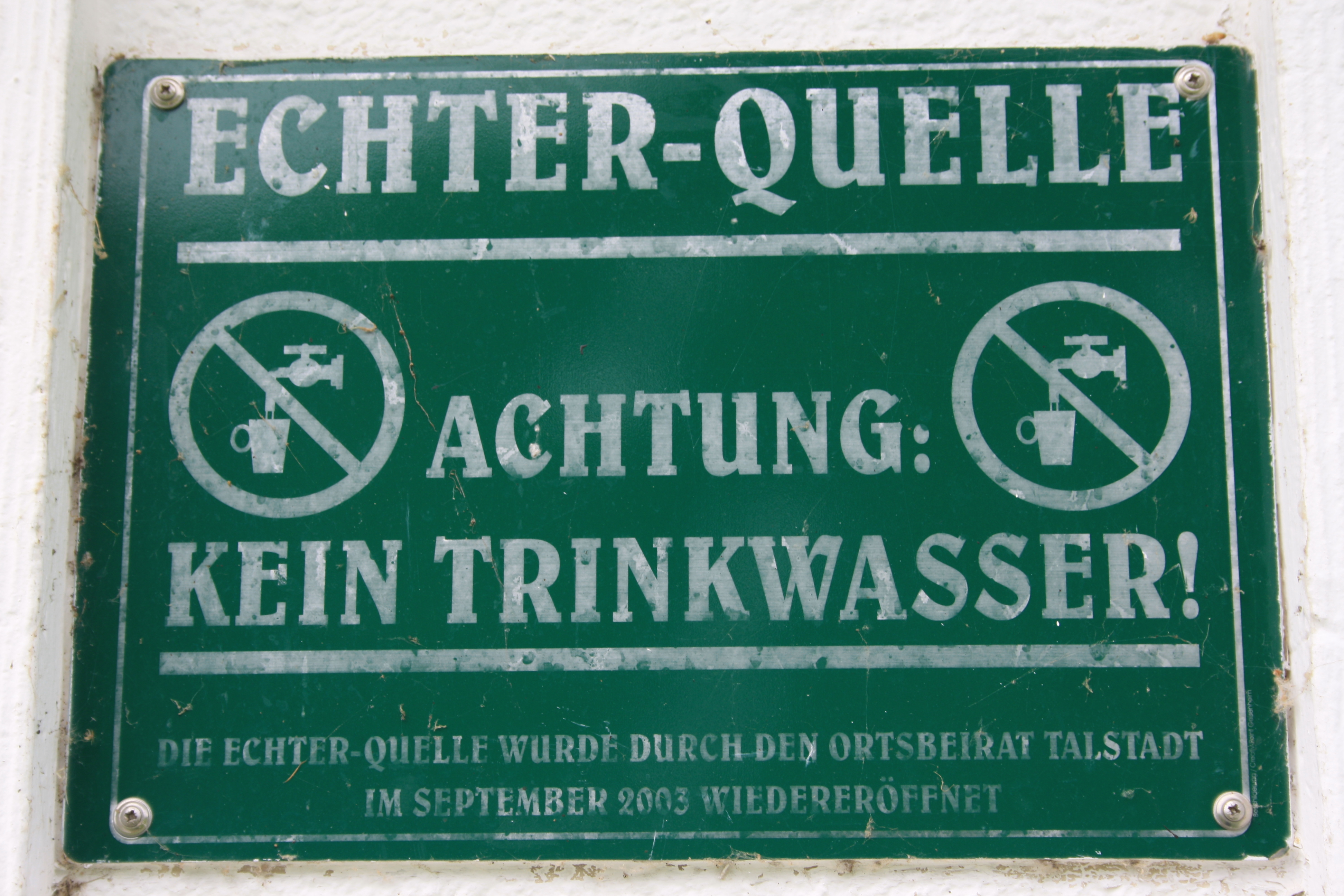
Schild

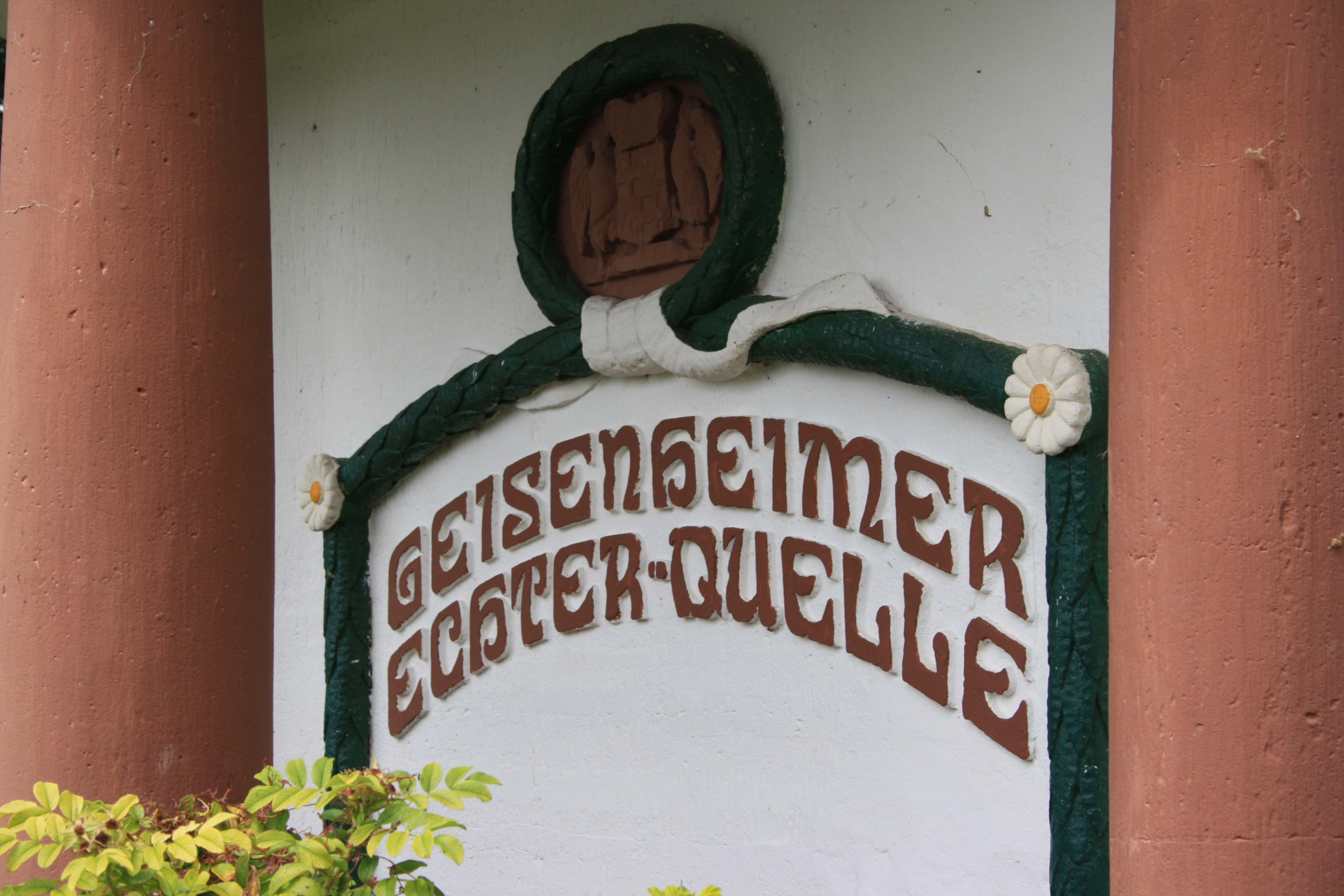
Allianzwappen von Ingelheim/Echter von Mespelbrunn über der Quellfassung

Die Echter Quelle (auch Echter-Quelle) am Rheinufer zwischen Geisenheim und Rüdesheim wurde im Jahre 1912 während des Baus der Hindenburgbrücke erschlossen. Ein Loch von 20 cm Durchmesser wurde mit 24 m Tiefe abgeteuft. Es handelt sich dabei um hochmineralisiertes, thermales Grundwasser, das in einer Schicht aus grundwasserleitendem Quarzkies fließt. Der Name der auf dem ehemals gräflich Ingelheim’schen Gelände liegenden Quelle lautete zeitweise Reichsgräfliche von Ingelheim’sche Echterquelle, benannt nach Fürstbischof Julius Echter von Mespelbrunn. Als die Familie Echter im Jahre 1665 im Mannesstamm ausstarb, durften die beiden Familien, mit kaiserlicher Erlaubnis, ihre Namen und Wappen zusammenfügen und somit die Tradition der Familie Echter weiterführen. Im Brunnenpavillon ziert ein Allianzwappen der Familien von Ingelheim/Echter von Mespelbrunn die Quellfassung.
Der Quellpavillon ist zum Rhein hin offen und stützt sich auf vier Säulen.
Zeitweise ist der Brunnen artesisch.

## Kenndaten
In einer Veröffentlichung von 1977 wurden die bei Erschließung der Quelle erbohrten Bodenschichten wie folgt beschrieben:
| Gestein | Tiefe und Gelände                                  | Erdzeitalter |
| ------- | -------------------------------------------------- | ------------ |
| 7,4 m   | Sand und Kies                                      | Pleistozän   |
| 17,76 m | Mergel und Ton meist graugrün                      | Tertiär      |
| 19,00 m | Quarzkies, weiß, artesischer überlauf              | Tertiär      |
| 20,5 m  | Ton, blaugrau, sandig                              | Tertiär      |
| 24,5 m  | Quarzkies, weiß, hellgrau und graugrün z. T. tonig | Tertiär      |

Das Quellwasser wurde 1951 und 2007 beprobt. Dabei ergaben sich folgende Analysenwerte:
| Kationen  | 1951 | 2007 | Anionen          | 1951 | 2007 |
| --------- | ---- | ---- | ---------------- | ---- | ---- |
| Natrium   | 928  | 651  | Chlorid          | 277  | 200  |
| Magnesium | 29   | 13   | Hydrogencarbonat | 427  | 464  |
| Calcium   | 75   | 34   | Sulfat           | 1220 | 660  |

Der Vergleich zeigt einen Rückgang der Salzkonzentration im Brunnenwasser um etwa ein Drittel, vermutlich durch Verdünnung mit oberflächennahem Grundwasser.